# Fronteira Irão–Turcomenistão
A fronteira entre o Irão e o Turcomenistão é uma linha de 992 km de extensão que separa o norte do Irão a leste do Mar Cáspio dos dois terços ocidentais sul do território do Turcomenistão.  A oeste se inicia no sul da margem leste do Mar Cáspio, passa pelos montes Kopet Dag, pelas proximidades da capital Turcomena Ashkhabad, até chegar na tríplice fronteira Irão-Turcomenistão-Afeganistão. Separa do oeste para o leste, as províncias (welaýatilar) iranianas de Golestão, Coração do Norte, Razavi Coração das turcomenas de Balkan e Ahal.
Assim como as demais quatro nações que formam a chamada Ásia Central, o Turcomenistão foi domínio do Império Russo desde a segunda metade do século XIX, teve um curto período de independência entre o fim da Primeira Grande Guerra em 1918 e sua dominação pela União soviética nos anos 20. O Irão, nação herdeira dos impérios iranianos, conquistada pelo Islã no século VII, depois pelos Turcos e pelos Mongóis. Recuperou a independência no século XVI, foi disputada pela Rússia e Império Britânico no século XIX, até chegar ao período moderno a partir de 1935. As histórias dessas duas nações definiram as fronteiras.